# Cantó de Salhans
El cantó de Salhans és un cantó francès del departament de la Droma, situat al districte de Diá. Té 12 municipis i el cap és Salhans.

## Municipis
- Aubenasson
- Aurel
- Chastel-Arnaud
- Espenel
- Eygluy-Escoulin
- La Chaudière
- Rimon-et-Savel
- Salhans
- Saint-Benoit-en-Diois
- Sant Sauvador de Diés
- Vercheny
- Véronne

| Data d'elecció                           | Identitat      | Partit                                    | Qualitat |
| ---------------------------------------- | -------------- | ----------------------------------------- | -------- |
| 1958-1964                                | M. Goy         | radical                                   |          |
| 1964-1976                                | Raoul Audibert | SFIO, després PS                          |          |
| 1976-2001                                | Max Liotard    | Divers droite                             |          |
| 2001-                                    | François Pegon | Divers droite, després UDF, després MoDem |          |
| les dades anteriors no són pas conegudes |                |                                           |          |